# Racecadotrila
Racecadotrila é um fármaco utilizado como antidiarreico, inibidor de encefalinase periférica. O medicamento não altera o tônus e a motilidade intestinal.